# Wyspy Hermickie

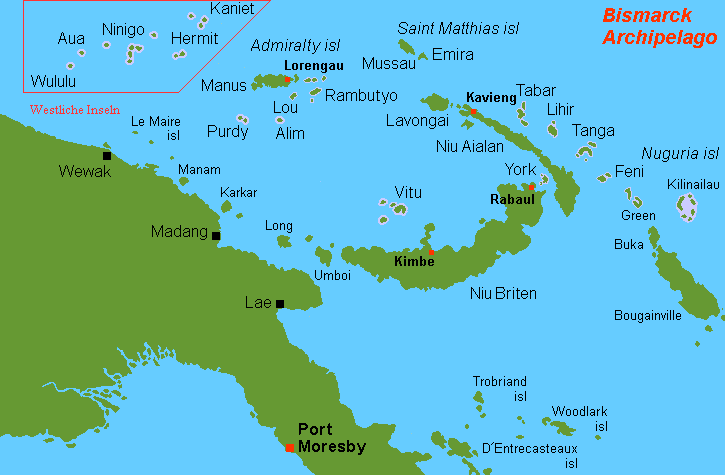
Wyspy Bismarcka; zaznaczone zachodnie grupy archipelagu

Wyspy Hermickie (ang. Hermit Islands) – grupa melanezyjskich wysp na południowym Pacyfiku, ok. 160 km na zachód od wyspy Manus w grupie Wysp Admiralicji należących do Archipelagu Bismarcka, 70 km na wschód od wysp Ninigo i ok. 250 km na północny zachód od Nowej Gwinei. Administracyjnie należą do Papui-Nowej Gwinei. Wyspy obfitują w palmy kokosowe, szylkret i perły.
Wśród wysp Hermickich największa jest wyspa Luf, położona w środku atolu o średnicy ok. 20 km; składające się na atol rafy koralowe tworzą liczne małe wysepki: Leabon, Pechu, Makan, Pianau, Kocheran i Amot w części południowej, Tatahau, Kena i Mono w części północno-zachodniej rafy oraz Pemei na wschodzie. Na górzyste wyspy wewnątrz atolu składają się jeszcze, oprócz Luf, wyspy: Gochonsipi (Północna i Południowa) oraz Akib, Maron, Jalun i Tset. Najwyższe wzniesienie (244 m n.p.m.) znajduje się na wyspie Jalun.